# ウォレス・ギヴンス
ジェイムズ・ウォレス・ギヴンス・ジュニア（James Wallace Givens, Jr.、1910年12月14日 - 1993年3月5日）はアメリカの数学者。コンピュータ科学の分野で先駆的な業績を残した。よく知られた用語であるギヴンス回転は、彼の名にちなんでいる。

## 人物
ギヴンスは、ヴァージニア州シャーロッツヴィル近郊のアルバリーン村（Alberene）で生まれた。両親は教師であった。1928年、17歳でリンチバーグ大学（Lynchburg College）から学士号を得た。ケンタッキー大学で一年間過ごした後、ヴァージニア大学でベン・ザイオン・リンフィールド（Ben Zion Linfield）の指導の下、修士となった（1931年）。博士号の取得は1936年、プリンストン大学からで、指導教官はオズワルド・ヴェブレンであった（学位論文のタイトルは"Tensor Coordinates of Linear Spaces"であった）。
ドクター時代はプリンストン高等研究所でヴェブレンの助手をつとめ、その後はテネシー州ノックスヴィルのテネシー大学で教授となった。彼はウェイン州立大学（Wayne State University）やノースウェスタン大学でも教鞭を執った。ニューヨーク大学のクーラント研究所では初期のメンバーとしてUNIVAC Iに関わった。オークリッジ国立研究所ではORACLEに関わった。これらは共に黎明期の真空管式コンピュータである。
1963年、シカゴ近郊のアルゴンヌ国立研究所で首席科学者となり、1964年から80年の間は応用数学部局の主任として働いた。1968年から70年にかけてはSIAM（アメリカ応用数理学会）の第14代会長を務めた。1979年、ノースウェスタン大学を名誉教授として退官。

## 参考資料
- Givens, Wallace. "Numerical computation of the characteristic values of a real symmetric matrix". Oak Ridge Report Number ORNL 1574 (physics) (1954).
- Givens, Wallace. "Computation of plane unitary rotations transforming a general matrix to triangular form". J. SIAM 6(1) (1958), pp. 26–50.
- Yood, Charles Nelson. "ARGONNE NATIONAL LABORATORY AND THE EMERGENCE OF COMPUTER AND COMPUTATIONAL SCIENCE, 1946-1992 ", Ph.D Thesis, Penn State University, 2005.